# Arteria interósea común
La arteria interósea común o tronco de las interóseas (TA: arteria interossea communis) es una arteria que se origina en la arteria cubital.

## Trayecto
Es una arteria de aproximadamente 1 cm de longitud que se origina en la arteria ulnar inmediatamente por debajo de la tuberosidad del radio. Pasando hacia atrás y dirigiéndose al borde superior de la membrana interósea, se divide en dos ramas, una anterior y otra posterior.

## Ramas
- Arteria interósea anterior.[1]
- Arteria interósea posterior.[1]

## Distribución
Se distribuye hacia las estructuras profundas del antebrazo.

## Imágenes adicionales

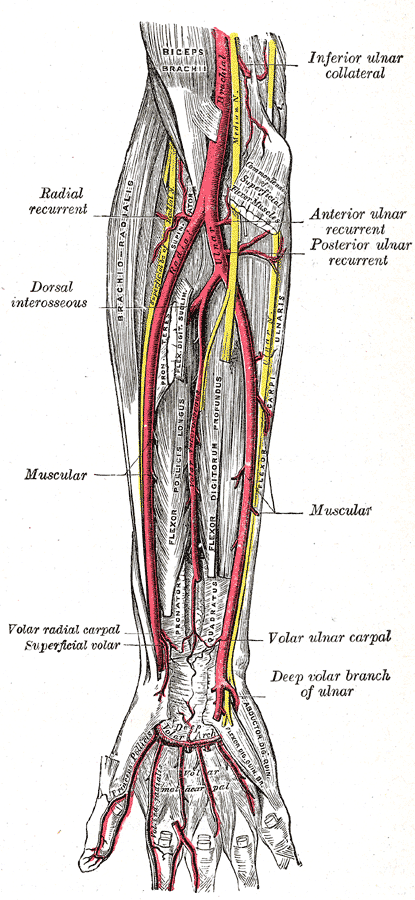
Arteria ulnar y arteria radial. Vista profunda.

- Datos: Q707303